# Willy Roseau
Pour les articles homonymes, voir Roseau (homonymie).
Willy Roseau (né le 10 avril 1988) est un coureur cycliste français. Il évolue en France au sein de l'équipe Véranda Rideau Sarthe 72 en 2011.

## Biographie
Willy Roseau, en 2007, se place en terminant deuxième de la 4e étape du Tour de la Martinique. L'année suivante, il dispute à nouveau cette épreuve, qu'il remporte en gagnant quatre étapes.
Après trois ans d'arrêt, il refait son retour à la compétition en 2016 dans l'équipe martiniquaise Winner Team, présidée par le directeur sportif de la sélection de Martinique Moïse Rondel,. 
En 2017, il effectue son retour au premier plan au niveau national avec le club de la Pédale Pilotine. Sacré champion de Martinique du contre-la-montre, il gagne également le premier tronçon de la deuxième étape du Tour de Martinique, devant le leader de l'épreuve Yolan Sylvestre.
En août 2018, il termine treizième du Tour cycliste de Guadeloupe remporté par Boris Carène.

## Palmarès et classements mondiaux

### Palmarès
- 2008
  -  Champion de la Caraïbe sur route
  - Tour de Martinique
    - Classement général
    - 1re, 2eb (contre-la-montre), 4e et 8eb (contre-la-montre) étapes
- 2009
  -  Champion de la Caraïbe sur route
  - 2e du Grand Prix de la ville de Buxerolles
- 2010
  - 4eb étape du Trophée de la Caraïbe (contre-la-montre)
  - 2eb et 8eb étapes du Tour de Martinique (contre-la-montre)
  - 9eb étape du Tour de Guyane
  - 2e du Tour de Martinique
- 2011
  -  Champion de la Caraïbe du contre-la-montre
  - 4e étape du Tour de Martinique
- 2012
  - 2eb étape du Tour de Martinique (contre-la-montre)
  - 2e de La Suisse Vendéenne
  - 2e du Trophée de la Caraïbe
- 2017
  - Champion de Martinique du contre-la-montre
  - 2ea étape du Tour de Martinique
- 2018
  - 2e étape du Trophée de la Caraïbe
  - 2e et 4e étapes du Tour de Martinique
- 2019
  - 2e étape du Trophée de la Caraïbe (contre-la-montre)

### Classements mondiaux
| Année            | 2008 | 2009 | 2010 | 2011 |
| ---------------- | ---- | ---- | ---- | ---- |
| UCI America Tour | 21e  |      | 38e  | 142e |